# Metaprosekia nodilinearis
Metaprosekia nodilinearis är en kräftdjursart som beskrevs av Klaus Ulrich Leistikow2000. Metaprosekia nodilinearis ingår i släktet Metaprosekia och familjen Philosciidae. Inga underarter finns listade i Catalogue of Life.